# Gruppi scultorei raffiguranti il Compianto sul Cristo morto

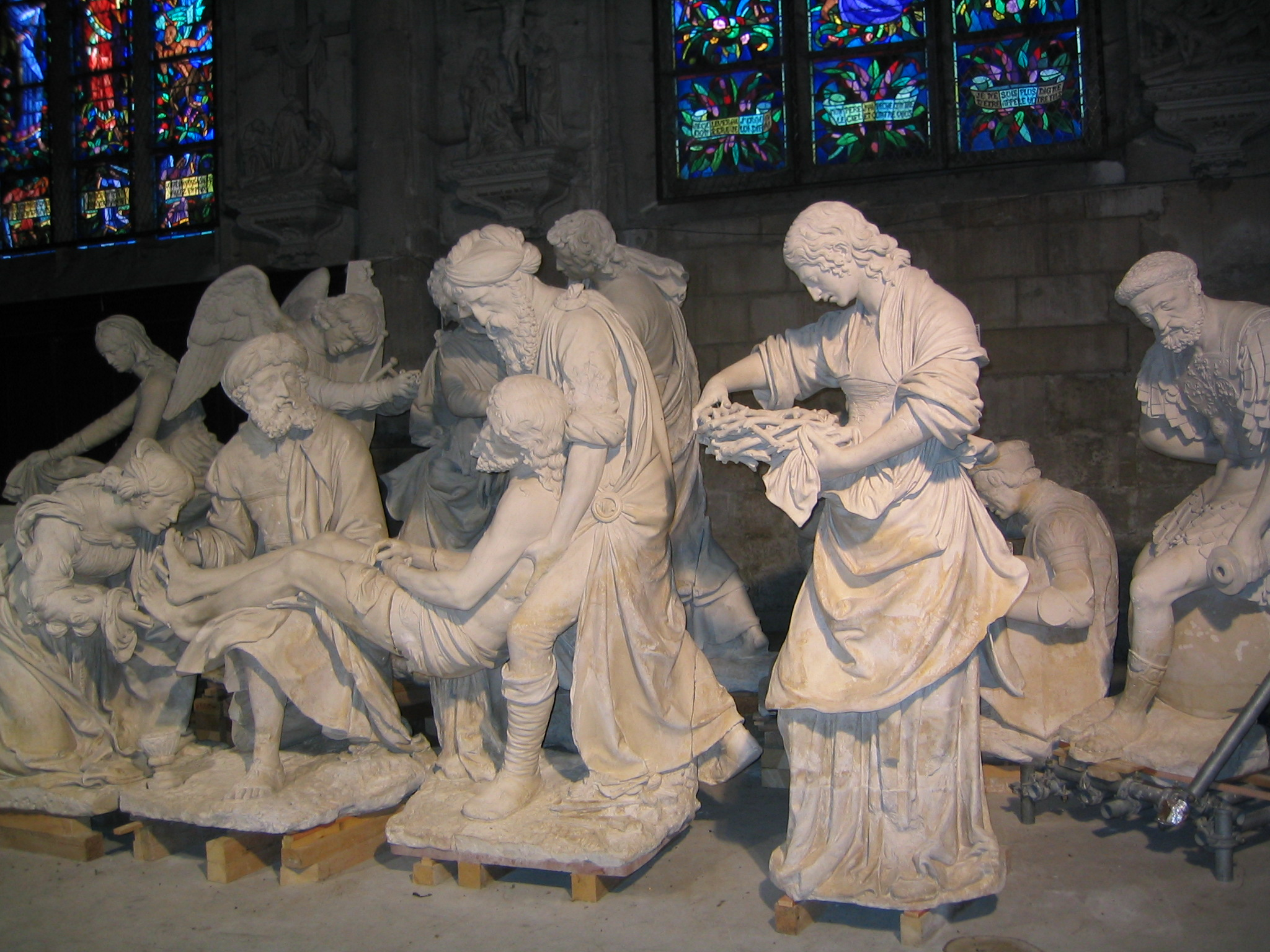
Ligier Richier (1500-1567), pietra calcare, 1554-64, chiesa di Saint Etienne a Saint-Mihiel
Il tema della Mise au tombeau fu assai popolare in alcune regioni della Francia quali la Lorena e la Borgogna. Ligier Richier affrontò questo tema marcando l'attenzione sull'espressione patetica del personaggi, con un linguaggio che guarda con evidenza al manierismo italiano

Il tema iconografico del Compianto sul Cristo morto (o Lamentazione sul Cristo morto) ha avuto, a partire dal XIII secolo, un'enorme diffusione nell'arte sacra sia nella campo della pittura, sia in quello della scultura.

Un particolare interesse, nella storia dell'arte, è rivestito dai complessi di sculture, dette appunto Compianti, che danno vita alla messa in scena dell'episodio evangelico in forma di "sacra rappresentazione"

## I gruppi scultorei dedicati alCompianto
Nel racconto della Passione di Gesù la scena del Compianto si colloca tra la Deposizione dalla Croce e la Deposizione nel Sepolcro e, nelle soluzioni iconografiche adottate, richiama da vicino il rito antico del lamento funebre.
Oltre al Cristo morto, le altre figure canoniche quasi sempre riconoscibili nella scena del Compianto sono quelle che, secondo i racconti evangelici e la tradizione religiosa, hanno preso parte alla ultime fasi della Passione: le "tre Marie" (vale a dire la Madonna, Maria Cleofa e Maria Salome), la Maddalena, Giovanni apostolo ed evangelista e i due protagonisti maschili della Deposizione dalla Croce: Giuseppe di Arimatea, (riconoscibile nella iconografia "canonica" dall'atto di reggere la corona di spine ed i chiodi) e Nicodemo (raffigurato con le tenaglie ed il martello). In alcuni casi la composizione dei gruppi non comprende tutti i personaggi canonici, in altri essa si allarga ad altre figure ed a presenze angeliche.

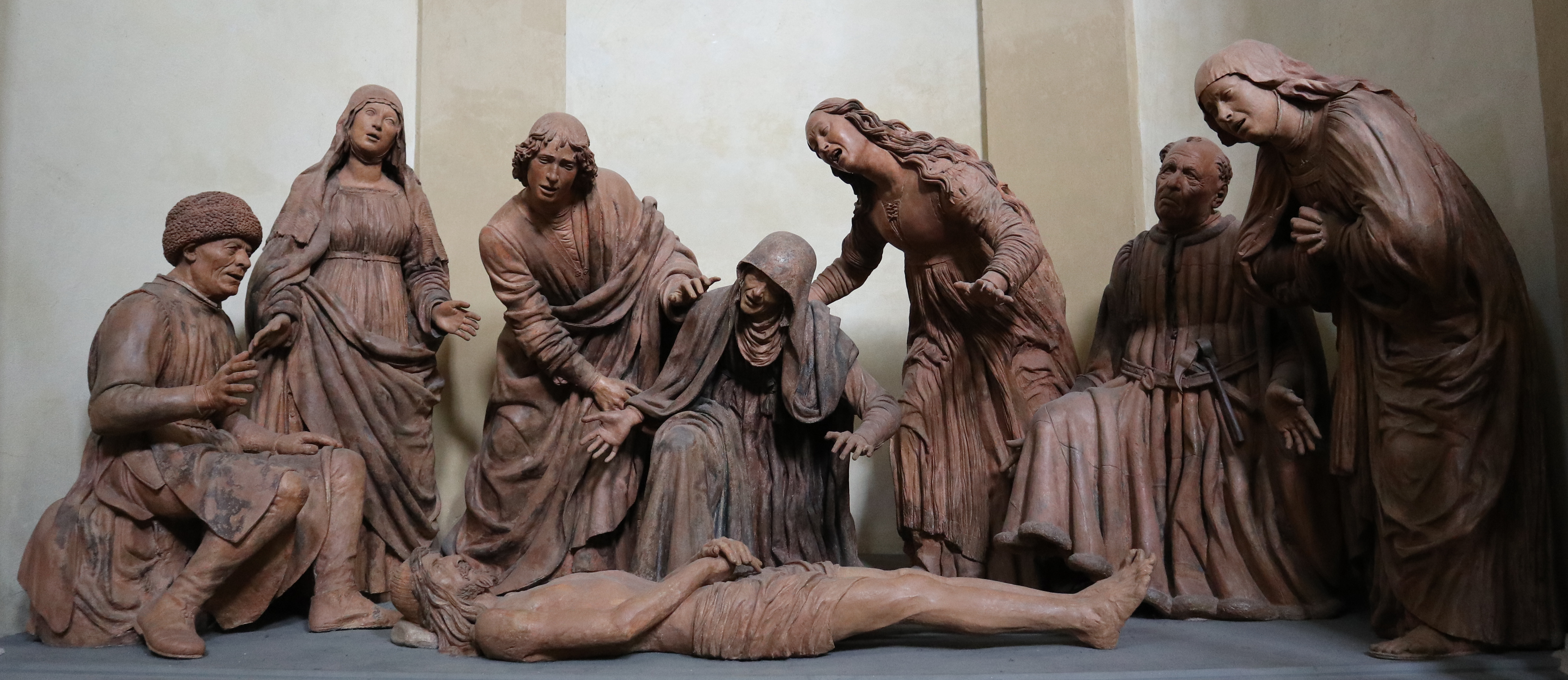
Guido Mazzoni, terracotta, ca. 1477-79, Modena, chiesa di San Giovanni Battista
Commissionato dalla Confraternita della Buona Morte, questo gruppo rappresenta uno dei punti più alti della produzione artistica del Mazzoni. Il gruppo in terracotta esprime, con commoventi modi naturalistici e con forme di viva espressività popolare, la scena di un lamento funebre.

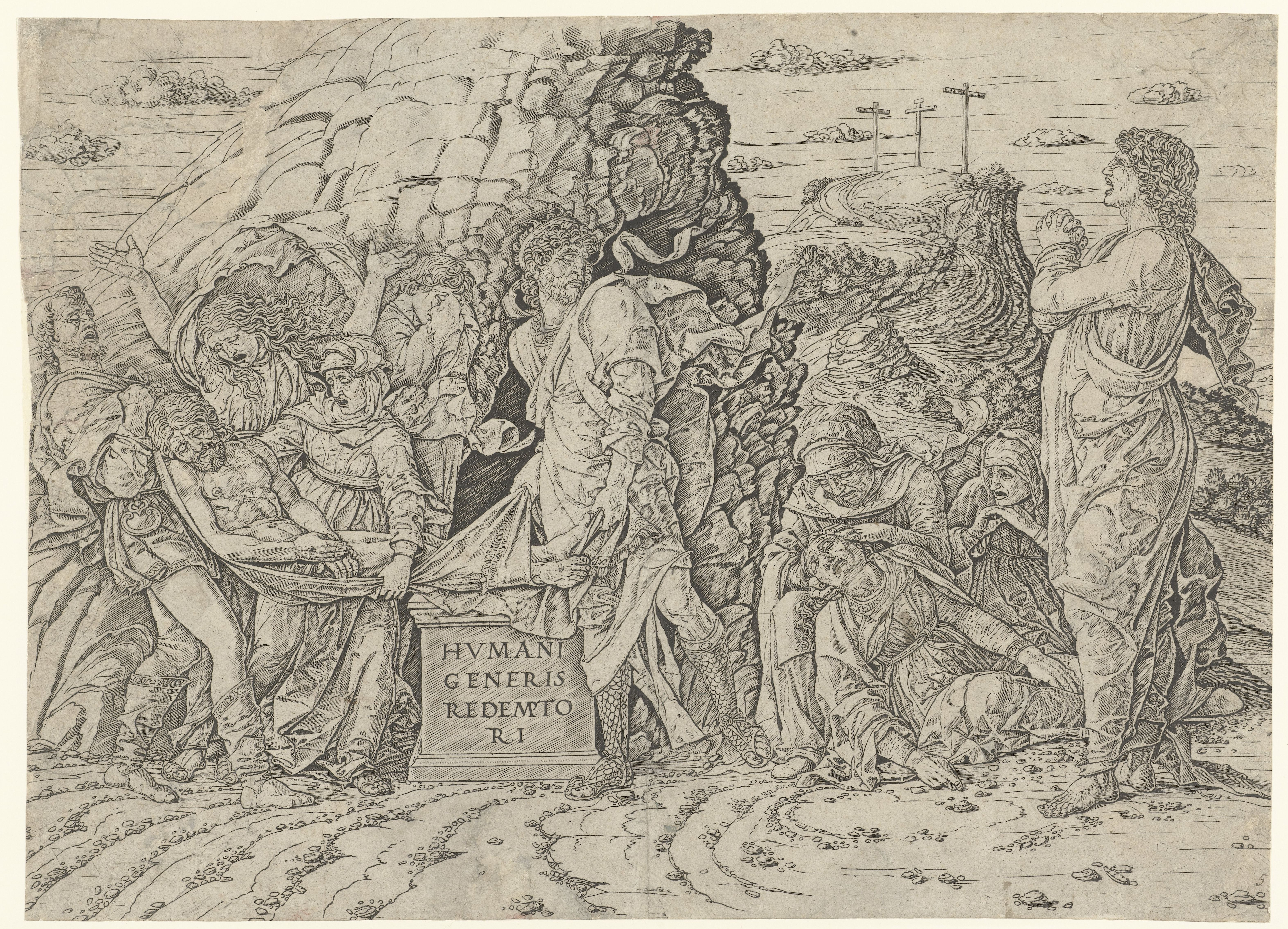
Andrea Mantegna, La sepoltura di Cristo, incisione, ca. 1470 - ca. 1480, di evidente ispirazione per molte delle opere scultoree con lo stesso soggetto

Un particolare interesse storico e artistico riveste la diffusione, che ha luogo nel XV secolo, della trattazione del tema iconografico del Compianto mediante gruppi di statue policrome di grandezza naturale, con il corpo del Cristo, ormai segnato dal rigor mortis disteso a terra, al centro della scena, mentre le figure degli astanti sono disposte in semicerchio attorno ad esso in modo da ottenere un evidente effetto teatrale, e favorire così la immedesimazione dei fedeli nel tragico evento. Tali gruppi di sculture assumono anche l'appellativo di mortori o di sepolcri; talora sono fatti rientrare sotto il titolo, iconograficamente più ampio, di Pietà.
La realizzazione di tali gruppi statuari, per lo più scolpiti in legno o modellati in terracotta, è notevole in Francia ed in alcuni altri paesi europei, ma trova una straordinaria diffusione, assieme alla ricerca di sempre nuove modalità espressive, nell'area tra il Piemonte orientale, la Lombardia, l'Emilia ed il Veneto.

Molti religiosi preposti alla gestione di chiese situate anche in località modeste, assieme a generosi donatori locali, divengono committenti di tali importanti opere: si tratta di un fervore religioso che, per esser compreso, va collocato in un contesto culturale in cui è viva la spiritualità francescana ed in cui si assiste al moltiplicarsi delle rappresentazioni popolari, in forma di dramma sacro, della Passione di Cristo. È lo stesso fervore religioso che darà vita ai Sacri Monti.
Il compito assegnato all'opera d'arte è quello di favorire la immedesimazione dei fedeli nella scena del Compianto, facendo sì che essi possano empaticamente far propri i sentimenti provati dai protagonisti, a partire dalla esperienza personale dello svolgimento di un rito funebre.

La cappella che ospita il gruppo di sculture raccolto attorno al corpo morto di Cristo, diventa allora – come raccomandato dai manuali devozionali del tempo - parte dei luoghi della Terra santa, in modo che tale scena si "possi imprimere nella mente, e più facilmente essa si reducha alla memoria... [di] ...lochi e persone".

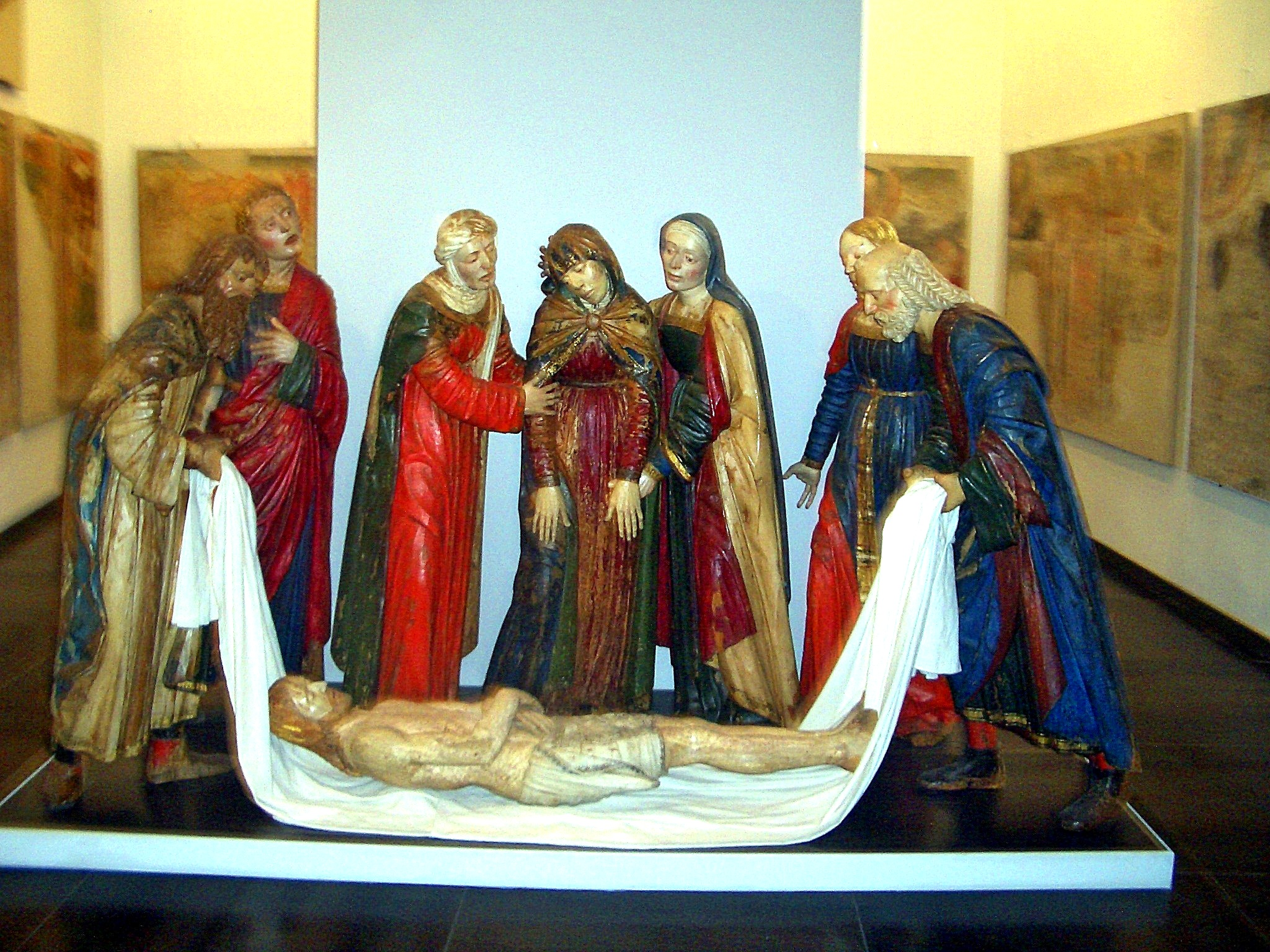
Giovanni Pietro e Giovanni Ambrogio De Donati, Compianto sul corpo di Cristo (Pietra dell’Unzione), legno intagliato e dipinto, Varallo, Palazzo dei Musei, Pinacoteca

Sotto questo profilo, non è un caso che una delle prime cappelle realizzate per il Sacro Monte di Varallo – inteso come "Nuova Gerusalemme" – fosse a quel tempo (ca. 1491) popolata dalle statue di un bellissimo Compianto ligneo (ora ricoverato presso la locale pinacoteca civica), che, dall'antica cappella del Sepolcro, deriva il nome di "Pietra dell'unzione".
L'esercizio suggerito ai fedeli di identificare i protagonisti del racconto evangelico con persone viventi, presenti nella propria comunità, spiega la ricerca da parte dell'artista di un marcato naturalismo nella raffigurazione dei personaggi scolpiti, a cominciare dai tratti fisiognomici popolari, nonché nei colori e nella foggia degli abiti aderenti, per lo più, alle usanze del tempo.

Tale esigenza di provocare, attraverso precisi modi naturalistici, una identificazione dei fedeli con i personaggi che prendono parte al lamento funebre, si arresta spesso di fronte a figure percepite come più lontane quali Giuseppe da Arimatea e Nicodemo raffigurate spesso con copricapi orientali. In alcuni Compianti sono i committenti che chiedono di essere ritratti nelle vesti di foggia inconsueta di tali personaggi.
La tendenza ad ornare le chiese con tali gruppi statuari, affidandone la esecuzione a botteghe di scultori del legno o di plasticatori in grado di modellare e di cuocere l'argilla nelle fornaci, è – come accennato – particolarmente viva nell'Italia del Nord e dura per tutto il XV secolo sino ai primi tre o quattro decenni del XVI secolo; essa va poi diminuendo rapidamente sotto la spinta di nuovi gusti artistici e di nuove funzioni pedagogiche affidate all'arte sacra, senza tuttavia mai esaurirsi completamente. Uno dei Compianti più importanti della scultura italiana rinascimentale dei primi anni del XVI secolo è conservato a Teggiano (Salerno) nella chiesa della Pietà ed è opera di Giovanni da Nola.

Un esempio di Compianto datato alla seconda metà del Settecento è quello che troviamo a Piacenza, nella chiesa di San Francesco, realizzato in stucco da Domenico Reti.

## Il valore artistico deiCompianti

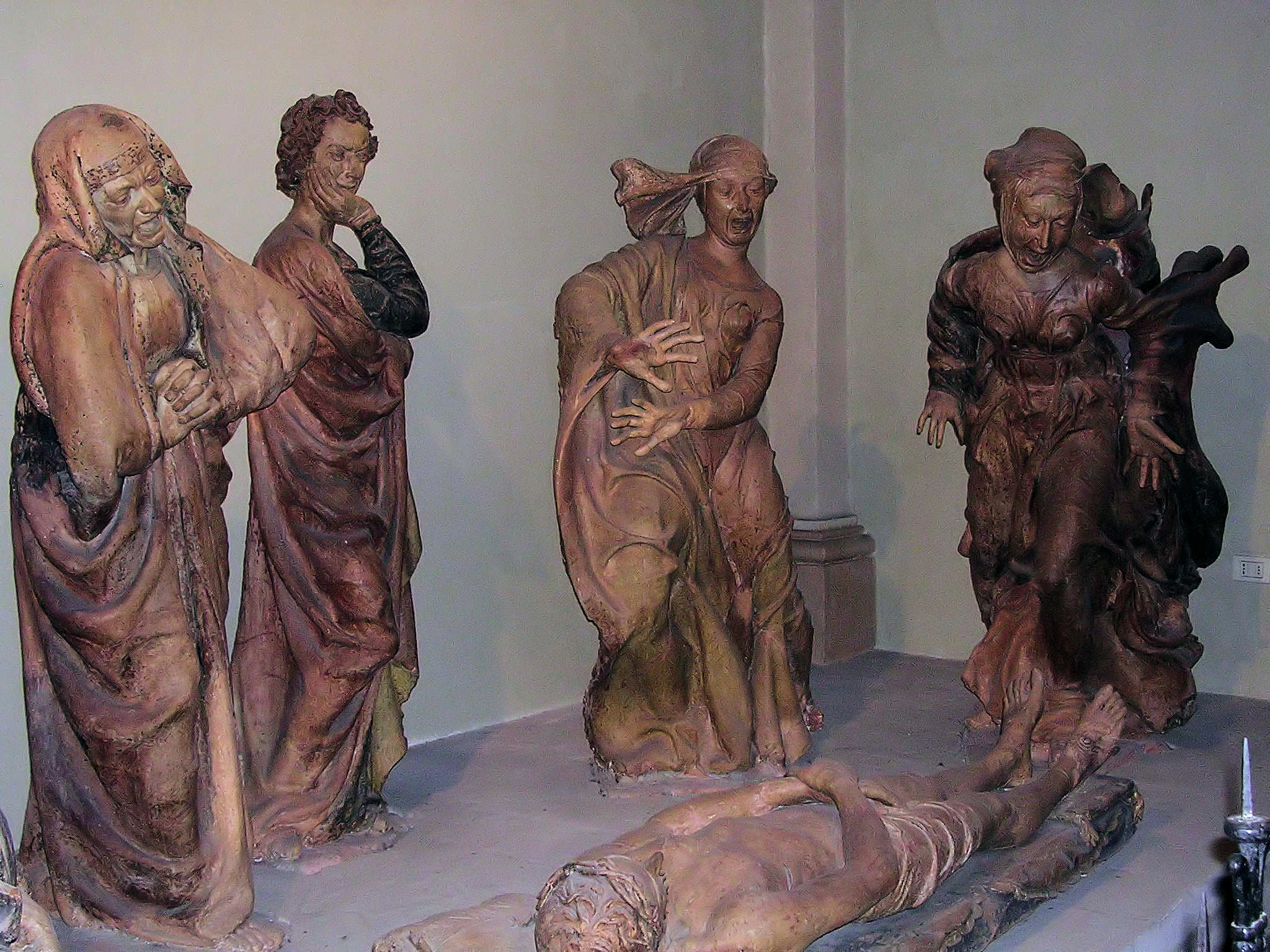
Niccolò dell'Arca, Compianto sul Cristo morto, particolare, Bologna, Chiesa di Santa Maria della Vita
Il Compianto di Niccolò dell'Arca si distacca dai modi più misurati degli altri plasticatori emiliani, per assumere una cifra stilistica nella quale il lamento funebre si traduce in maschere di sofferenza, in urla e gesti di grande drammaticità. Si palesa in tal senso la vicinanza dell'opera ai risultati più alti della pittura ferrarese del suo tempo.

### Fortuna critica
Considerati come espressione di devozione popolare, di rado - anche a causa dei "materiali vili" con i quali sono realizzati - in grado di meritare l'appellativo di "opera d'arte", l'interesse della critica per i Compianti è stato per lungo tempo modesto, limitato ad alcune opere che si imponevano all'attenzione per la loro evidente alta qualità artistica. Tra questi deve essere menzionato il celebre gruppo in terracotta realizzato da Niccolò dell'Arca, (1470-90) e posto nella chiesa bolognese di Santa Maria della Vita. Si tratta di un'opera nella quale le figure esprimono una angoscia violenta, in una tragicità di espressione che le deforma quasi grottescamente. Uno scrittore emiliano del Seicento aveva efficacemente descritto le donne di questo Compianto come "sterminatamente piangenti"; D'Annunzio parlò di "Visione sublime e tremenda". Tuttavia, in generale, la relativa mancanza di interesse da parte degli studiosi, assieme alle difficoltà conservative, ha fatto sì che molti gruppi statuari dedicati a questo tema siano andati irrimediabilmente perduti o si presentino oggi vistosamente mutilati.

Solo negli ultimi tre decenni del secolo scorso si è assistito ad una crescente attenzione critica che ha portato alla pubblicazione di un numero elevato di Compianti e ad iniziative di restauro anche connesse alla esposizione in mostre di tali opere. Si deve osservare come i restauri dei Compianti siano solitamente assai delicati (e quasi mai esenti da polemiche), anche in rapporto al problema del mantenimento o meno di verniciature non più originali (se la rimozione della, spesso maldestra, policromia serve ad evidenziare l'impronta artistica degli autori, essa rischia, d'altro lato, di compromettere le tracce della pittura originale e di privare i gruppi di una parte essenziale del loro fascino).

### Piemonte
Nel ducato di Savoia, sono rilevabili consistenti punti di contatto con la produzione artistica di area borgognona: ne è testimonianza il bel Compianto di Moncalieri databile al primo quarto del XV secolo, uno dei più antichi pervenutici in buon stato di conservazione. 
A partire dagli ultimi decenni del Quattrocento la produzione di gruppi statuari si moltiplica ed il panorama delle connotazioni stilistiche diventa alquanto variegato.
Giovanni Testori in un saggio del 1985 su "Gli artisti del legno e la scultura in Valsesia" ritorna sul Compianto di Varallo noto col nome di "Pietra dell'Unzione" sottolineando il debito stilistico degli autori (ora riconosciuti come i fratelli De Donati) verso Giovanni Martino Spanzotti; nello stesso scritto prende in esame altri due Compianti, opere popolane da riferirsi tradizione dei "lignari" valsesiani: quello "tragicamente naif" di Quarona e quello, sempre popolano ma ben diversamente attento alle novità artistiche, di Boccioleto.
Sempre in riferimento alla Valsesia, a sottolineare la stretta connessione tra la statuaria dei Compianti e quella dei Sacri Monti, si può ricordare come ancora verso il 1640 venisse affidata a Giovanni d'Enrico - grande protagonista dell'arte plastica nelle cappelle della "Nuova Gerusalemme"- la realizzazione di un Compianto per le edicole del battistero di Novara (ora presso i Musei della canonica del duomo di Novara).

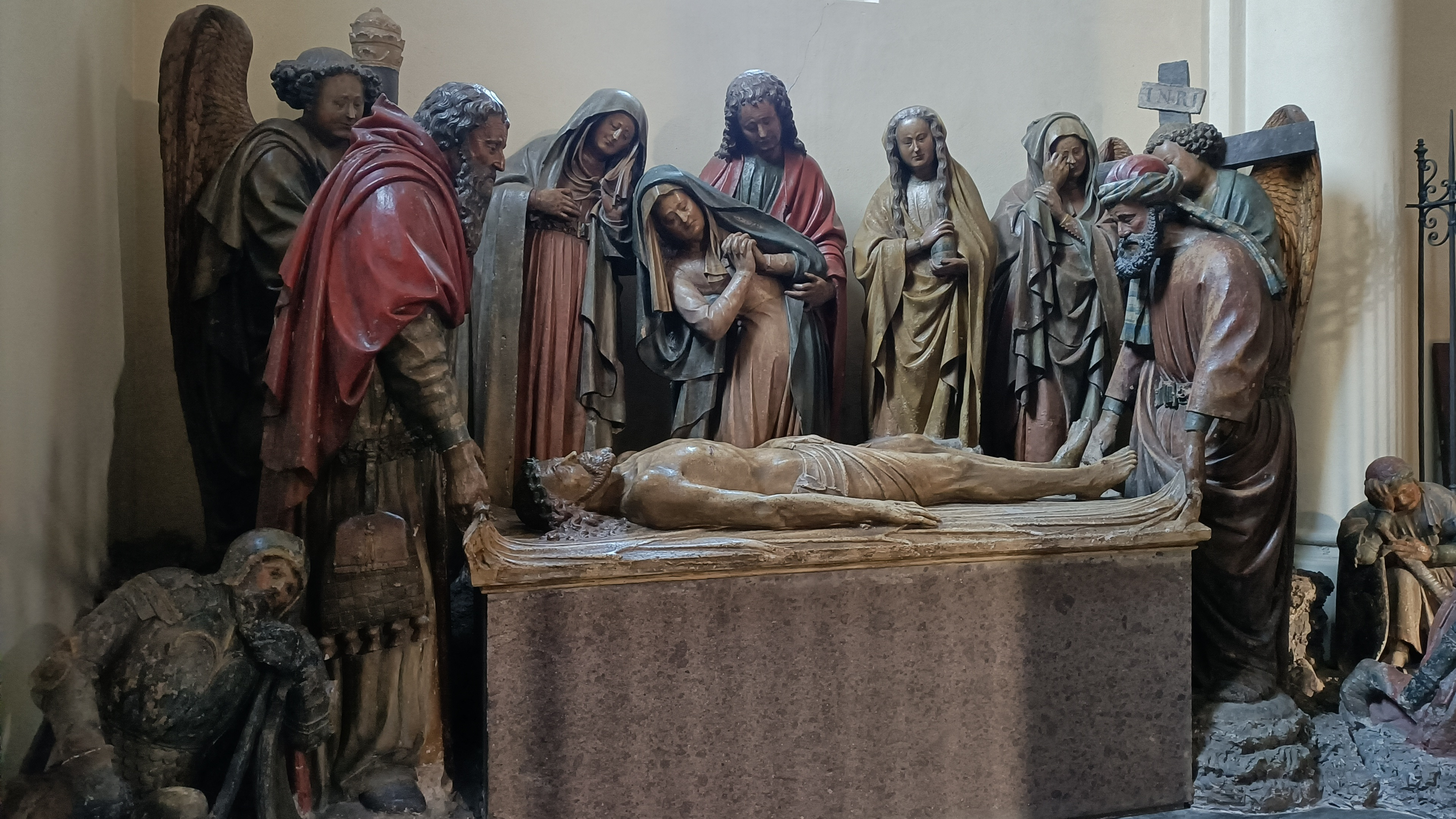
Santa Maria della Scala (Moncalieri), primo quarto del XV secolo
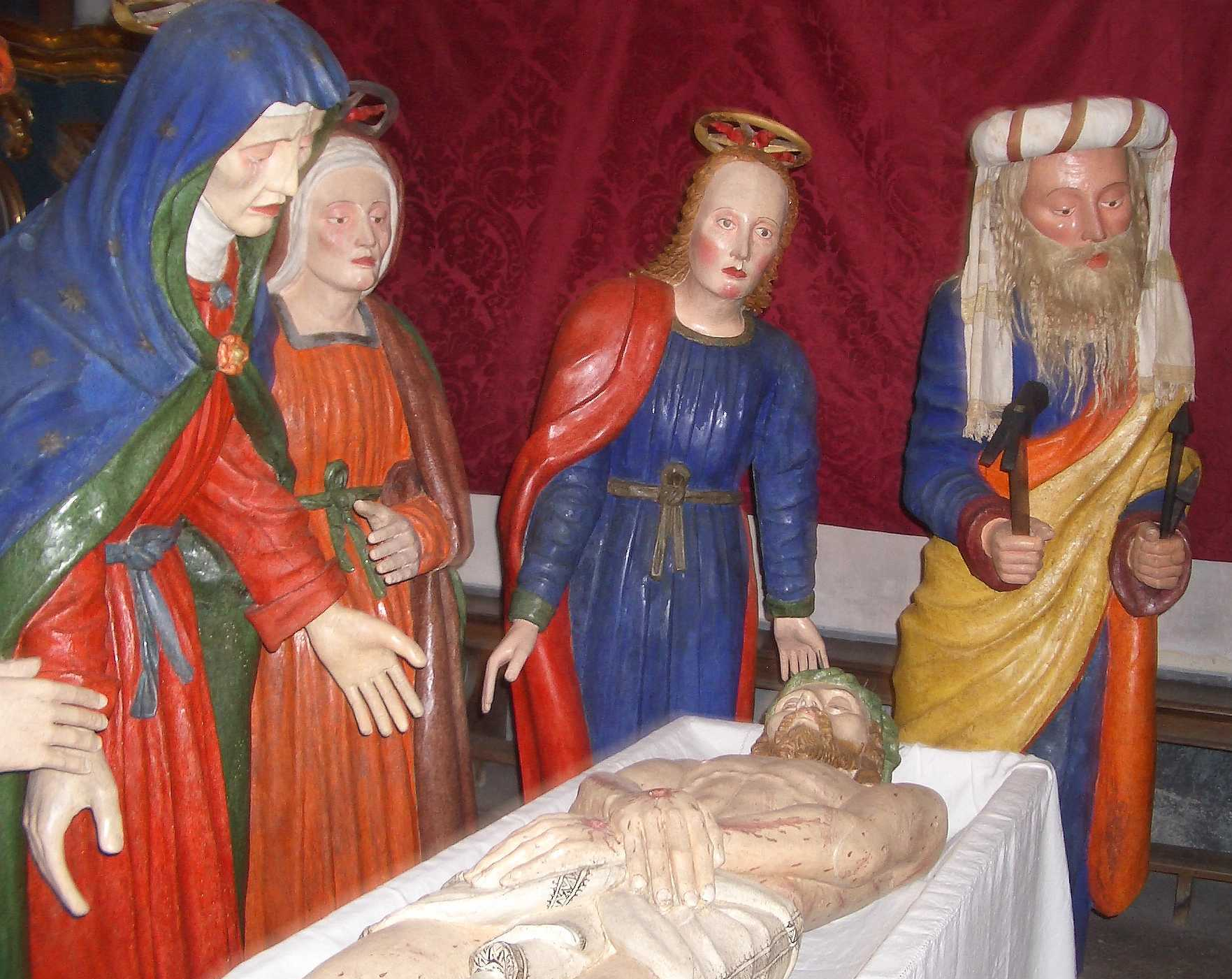
Anonima bottega valsesiana, Compianto, particolare, legno policromo, ca 1500- 1530, Boccioleto, Oratorio dell'Annunziata
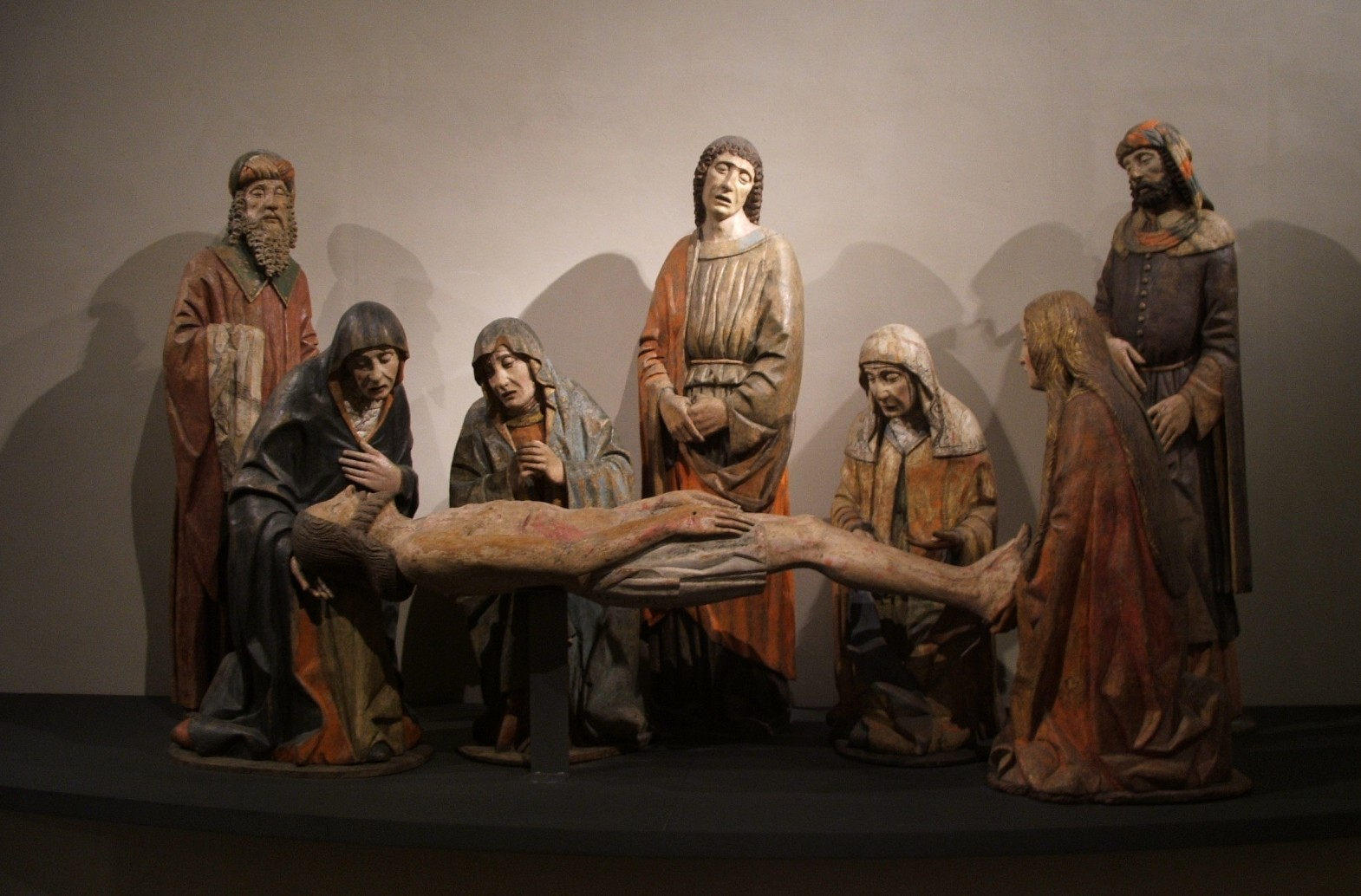
Il Compianto ligneo attribuito a Domenico Merzagora (Museo civico d'arte antica, Torino)

### Lombardia
La crescente attenzione degli studiosi verso la scultura in legno nel ducato degli Sforza ha consentito la rivisitazione critica di un numero ragguardevole di Compianti. Tra gli altri, citiamo quello conservato nella cripta del Duomo di Lodi risalente ai primi decenni del Quattrocento, poi quelli per i quali è più facile ricostruire la paternità artistica o almeno l'accostamento alle più rinomate botteghe del tempo: quella di Baldino da Surso (vedasi il Compianto di Ripalta Vecchia), quella dei fratelli De Donati (vedasi, oltre quello di Varallo, il gruppo di Caspano di Civo, quella di Giovanni Angelo Del Maino attiva a Pavia tra il 1496 ed il 1536 (vedansi lo splendido Compianto di Gambolò e le superstiti figure presenti nella chiesa di San Martino a Cuzzago). In terra ticinese presso il Santuario della Madonna del Sasso è presente, in buone condizioni di conservazione, un Compianto ligneo attribuito a Domenico Merzagora, compianto legato a questa tradizione.

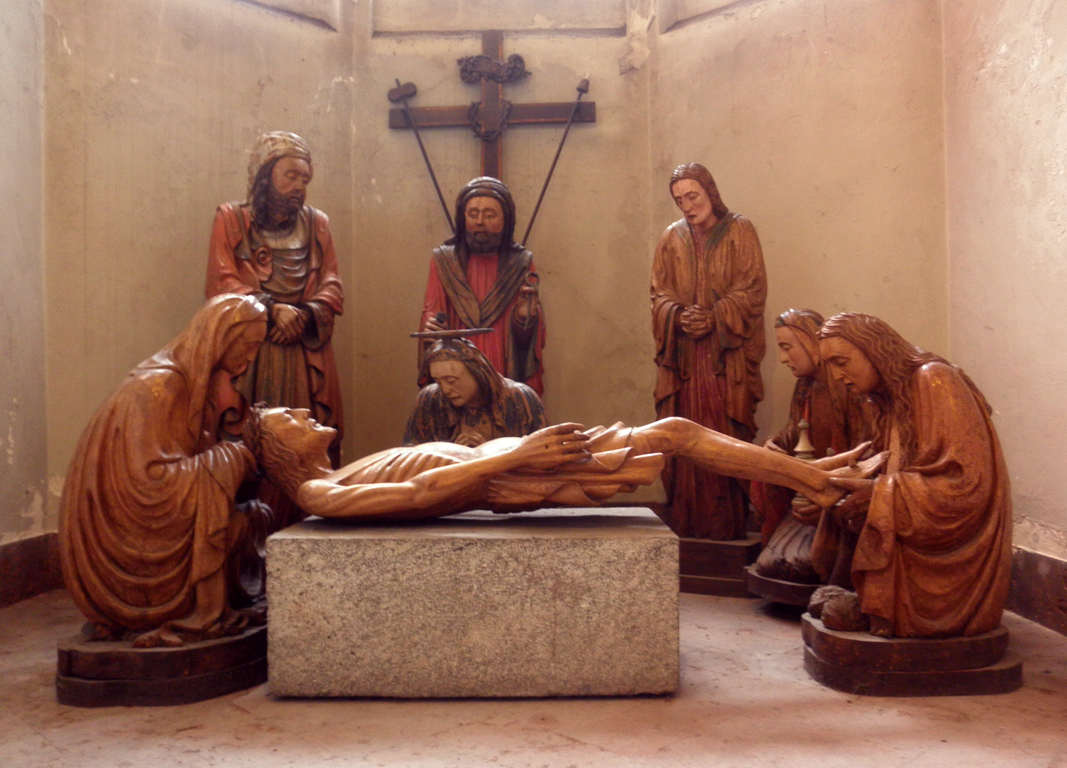
Duomo di Lodi
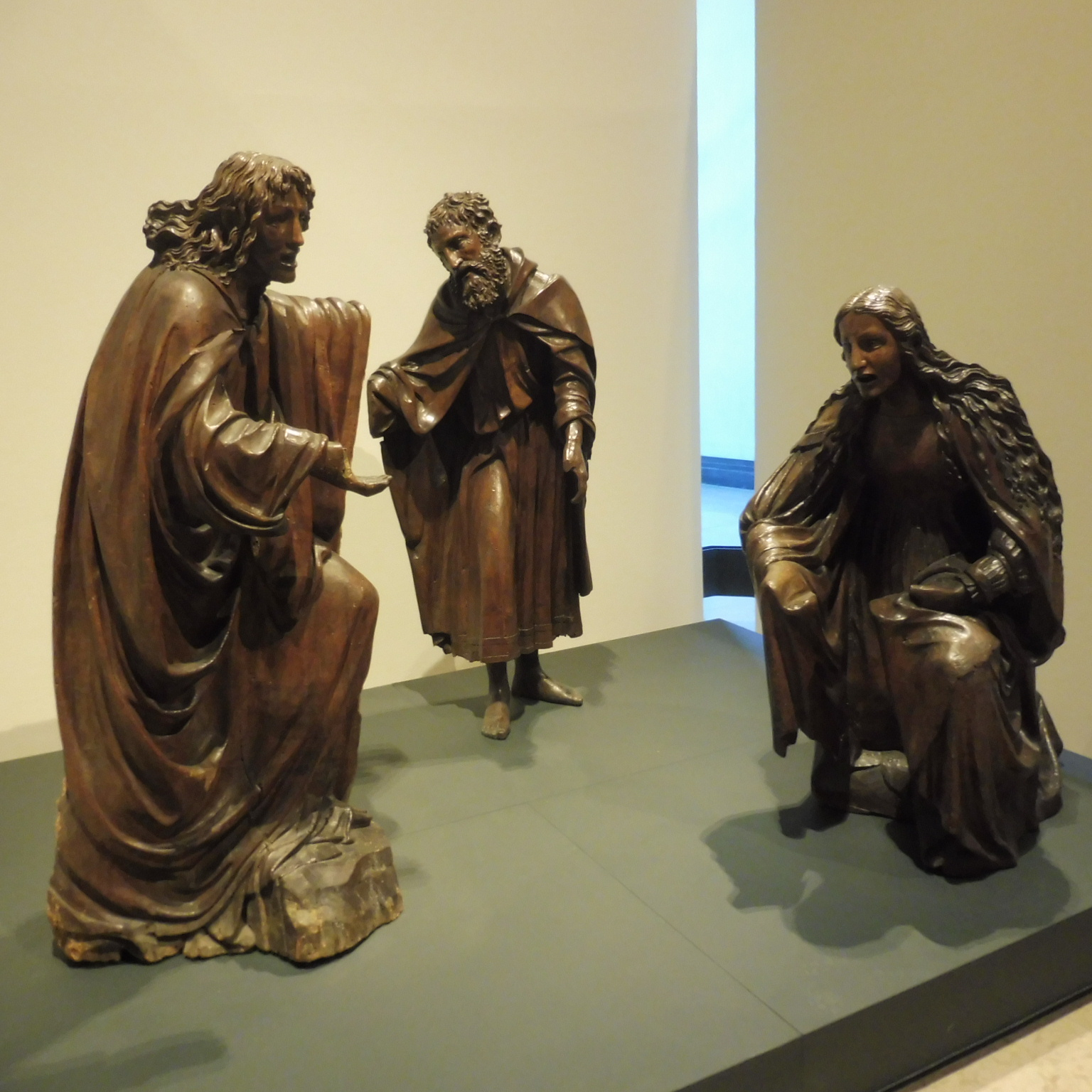
Milano, Castello Sforzesco, San Giovanni evangelista, Nicodemo e Maria Maddalena da un compianto (Giovanni Angelo del Maino, 1520-1530).
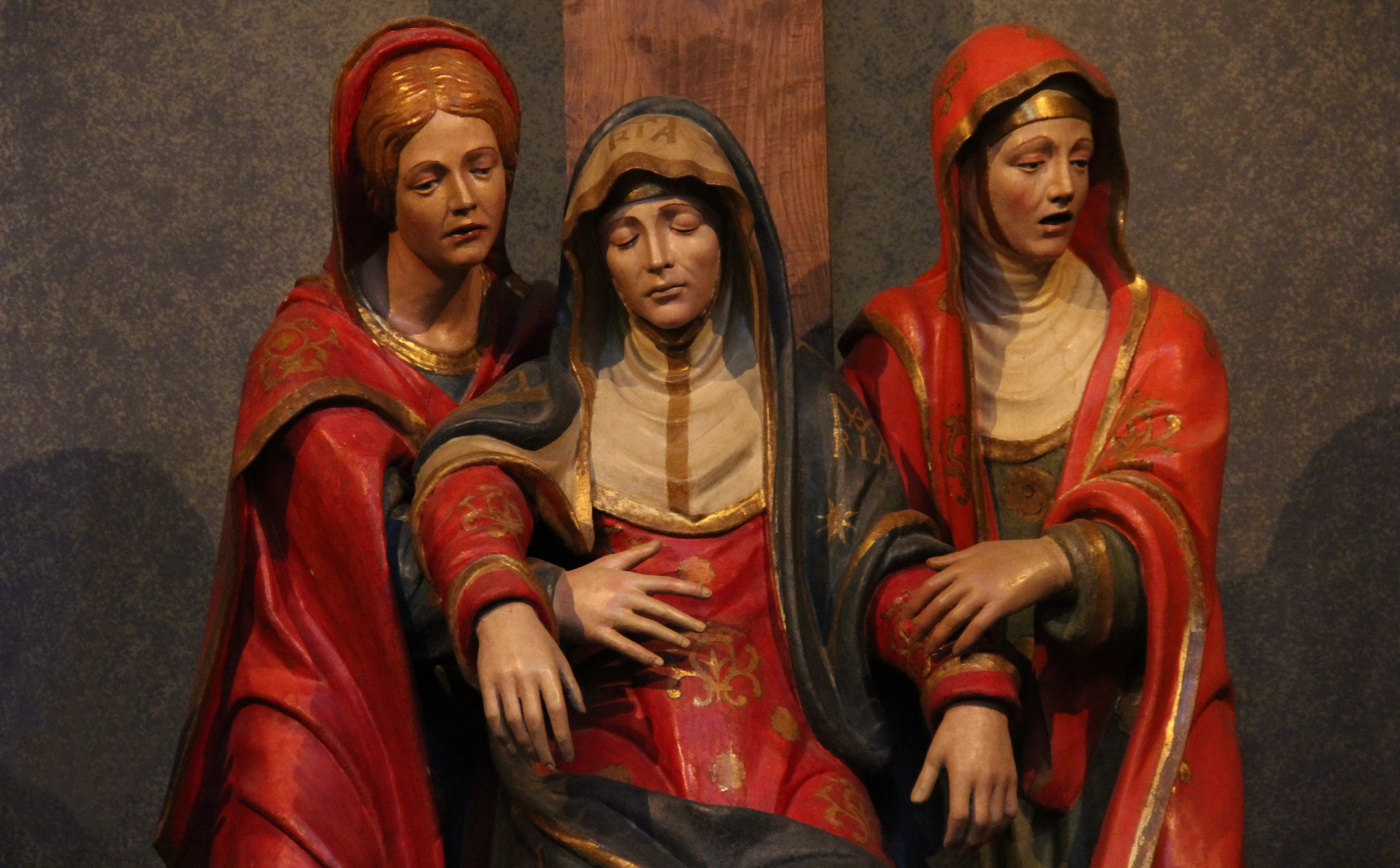
Andrea da Saronno, Santuario della Beata Vergine dei Miracoli di Saronno

Con Giovanni Angelo del Maino, la scultura lignea prende le distanze – senza però negarle completamente – dalla tradizionale durezza dell'arte nordica (si pensi emblematicamente a quelle degli apparati decorativi degli altari, i Flugelaltar), per raccordarsi direttamente alle principali novità rinascimentali emerse in campo pittorico, a quella data, nel ducato milanese, soprattutto quella di Gaudenzio Ferrari.

Sulla stessa linea di dialogo stilistico con la pittura rinascimentale lombarda si pone Andrea da Milano (detto anche "Andrea da Saronno"), autore dei Compianti della chiesa di San Vittore a Meda e del Santuario della Beata Vergine dei Miracoli a Saronno.

### Opere in terracotta
La produzione delle sculture in terracotta costituisce un capitolo particolarmente rilevante dell'arte sacra in Emilia, capitolo segnato da molteplici personalità di elevato profilo artistico alle quali è dovuta la esecuzione di numerosi Compianti. Va citato al riguardo il nome di un artista connotato da una marcata poetica naturalistica e da un efficace linguaggio dialettale quale Guido Mazzoni, molto attivo presso la corte napoletana aragonese, autore di alcuni tra i più suggestivi gruppi in terracotta a noi pervenuti, tra cui il Compianto sul Cristo morto presente nella Chiesa di Sant'Anna dei Lombardi a Napoli, meno conosciuto rispetto ad altri compianti ma assolutamente non meno importante e suggestivo; poi quelli di Vincenzo Onofri, del già menzionato Niccolò dell'Arca (nel quale la ricerca della espressione della intera gamma dei sentimenti di dolore si produce in una sorta di trattato di fisiognomica), e infine del più "morbido" Alfonso Lombardi. Ad essi si aggiunge a partire dal secondo decennio del Cinquecento Antonio Begarelli, il cui stile tende a distanziarsi marcatamente dal naturalismo di area padana per accogliere le suggestioni classiciste provenienti da Firenze e da Roma.

La influenza di tali artisti della terracotta si fa sentire in area mantovana, come superbamente testimonia il recentemente restaurato Compianto  di Medole, ma anche nel ducato milanese ove opera, tra gli altri, un artista quale Agostino Fonduli (o De Fondulis) in grado di confrontarsi senza remore con i modi stilistici del Mazzoni (vendansi i Compianti nella milanese chiesa di Santa Maria presso San Satiro e quello di Palazzo Pignano, chiesa di San Martino). Su questi gruppi - come anche, e soprattutto, su quello che troviamo a Verona nella chiesa di San Bernardino - si avverte anche la potente influenza di Andrea Mantegna.

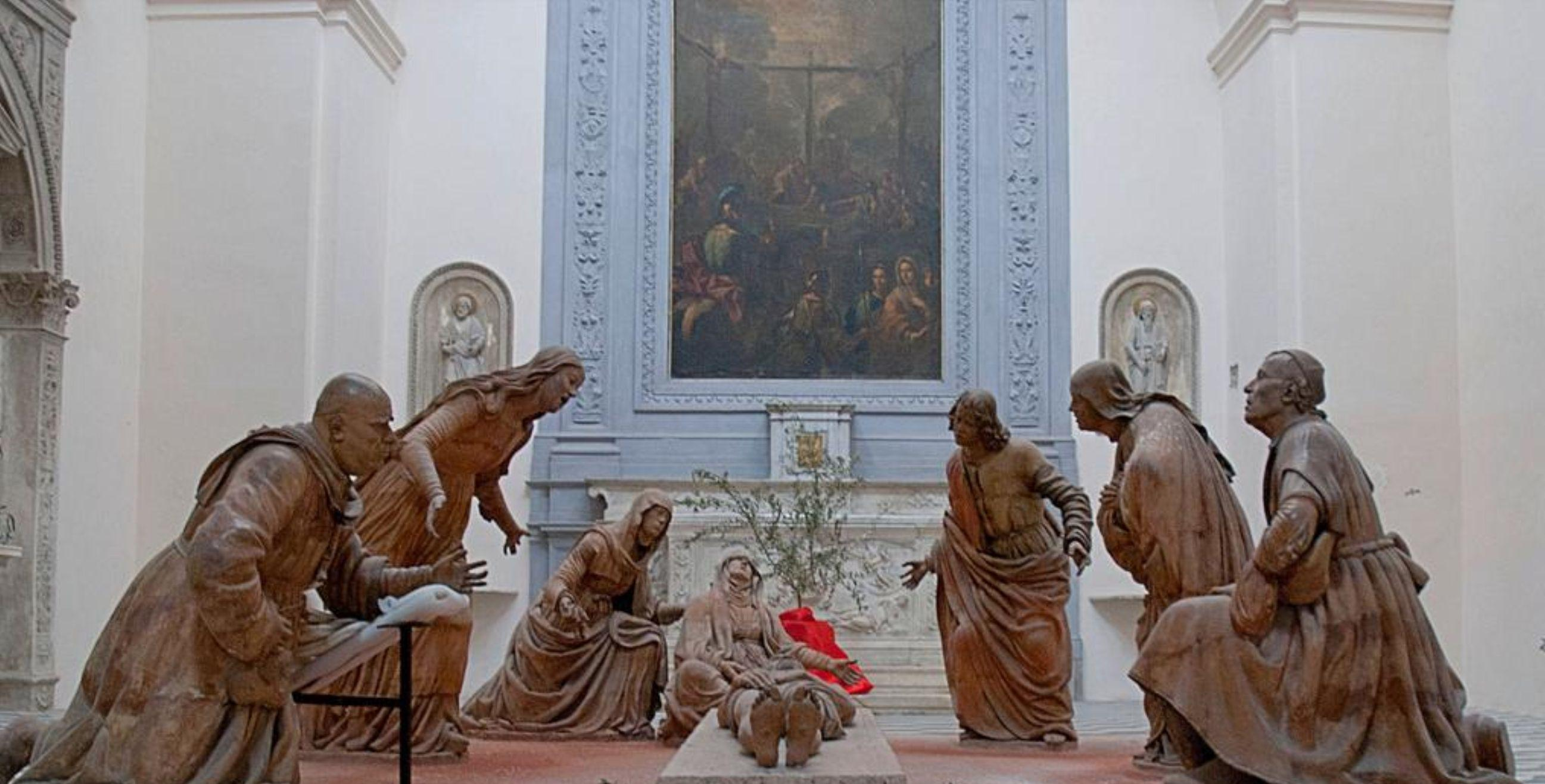
Compianto sul Cristo morto, presso la Chiesa di Sant'Anna dei Lombardi (Napoli)
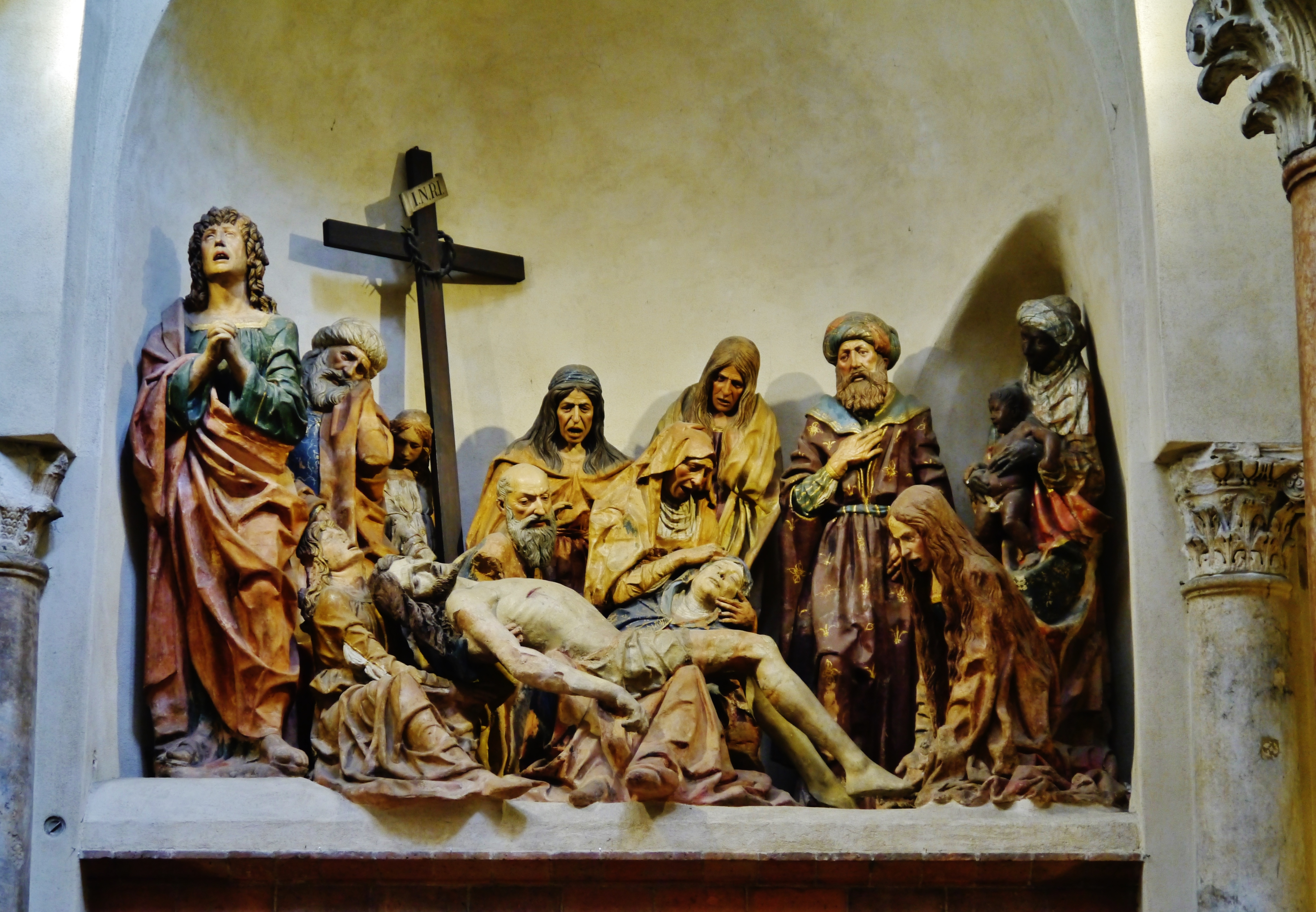
Agostino Fonduli, chiesa di Santa Maria presso San Satiro (Milano), 1483

## Inventario diCompiantirealizzati nel XV e XVI secolo conservati in Italia

### Piemonte
- - Alessandria, chiesa di Santa Maria di Castello, ignoto artista di area lombarda, terracotta, prima metà del XVI secolo;
  - Asti, Cattedrale di Santa Maria Assunta, ignoto artista di area lombarda identificabile con il "Maestro del Compianto del Carmine di Brescia" (?), terracotta, 1500-1502;
  - Boccioleto (VC), chiesa dell'Annunziata (adibita a museo), ignoto artista valsesiano, legno, ca 1500- 1520;
  - Chivasso (TO), Chiesa collegiata di Santa Maria Assunta, artista ignoto di ispirazione borgognona, terracotta, seconda metà del XV secolo,
  - Fontanetto Po (VC), autore ignoto, terracotta, XVI secolo, gruppo proveniente da Varallo Sesia
  - Moncalieri (TO), chiesa di S. Maria della Scala, ignoto artista di area borgognona (?), terracotta, primo quarto del XV secolo;
  - Novara, Musei civici, "Maestro di Casalbertrame", legno, ca. 1485-90
  - Novi Ligure (AL), chiesa della Maddalena, ignoto artista di area lombarda o emiliana, terracotta, metà del XVI secolo;
  - Premosello-Chiovenda, Cuzzago, (VB), chiesa di San Martino, Giovanni Angelo del Maino, figure superstiti, legno, ca 1524-29;
  - Quarona (VC), chiesa parrocchiale di S. Antonio, Ignoto artista valsesiano ("Maestro di Casalbeltrame"?), legno, ca.1485-90;
  - Torino, Palazzo Madama, Museo civico d'arte antica, "Maestro di Santa Maria Maggiore" in Val Vigezzo (Domenico Merzagora ?)", legno, fine XV secolo;
  - Tortona (AL), Pinacoteca, ignoto artista lombardo piemontese, terracotta, 1570-80[7];
  - Varallo, (VC) Pinacoteca civica, Fratelli De Donati, legno, ca. 1493;
  - Vinovo (TO), chiesa parrocchiale di S. Bartolomeo, ignoto artista di area lombarda (?), terracotta, XV secolo.

### Lombardia
- - Bagnolo Mella (BS), Santuario di Santa Maria della Stella, Clemente Zamara, legno, ca. 1519-1525;
  - Bellano (LC), chiesa di Santa Marta, Giacomo e Angelo Del Maino, legno scolpito, dorato e dipinto, 1493-1494;
  - Brescia, chiesa di S. Maria del Carmine, artista di scuola lombarda, detto "Maestro del Compianto del Carmine di Brescia", terracotta, ca.1510-20;
  - Canneto sull'Oglio (MN), chiesa di S. Antonio Abate, Clemente Zamara, legno, primi decenni del XVI secolo;
  - Caspano, Comune di Civo (SO), chiesa di San Bartolomeo, Fratelli De Donati, legno, ca. 1500;
  - Crema (CR), cattedrale di Santa Maria Assunta, artista vicino a Urbanino da Surso, legno, ca. 1445-50, originariamente collocato nel Santuario della Beata Vergine del Marzale a Ripalta Vecchia;
  - Gambolò (PV), chiesa di San Paolo, Giovanni Angelo Del Maino, legno, 1532-36;
  - Gandino (BG), Chiesa di San Giuseppe, terracotta, fine del XV secolo;
  - Locarno, santuario della Madonna del Sasso, artista lombardo, legno, fine del XV secolo  (Può essere incluso nell'inventario dei Compianti italiani per la vicinanza territoriale alla Lombardia e per le affinità artistiche che lo legano alle botteghe lombarde di scultura lignea)  ;
  - Lodi, cripta del Duomo, ignoto artista lombardo artista vicino a Urbanino da Surso, legno, ca.1400-30;
  - Meda, chiesa di San Vittore, Andrea da Milano, ca 1520;
  - Medole (MN), Compianto sul Cristo morto, chiesa parrocchiale dell'Assunzione della Beata Vergine, artista vicino ad Andrea Mantegna, terracotta, ca. 1480;
  - Melegnano, (MI), chiesetta dei Santi Pietro e Biagio, Scuola di Agostino de Fondulis, terracotta, ca 1510-20;
  - Milano, chiesa di Santa Maria presso San Satiro, Agostino Fonduli, terracotta, 1482-83;
  - Milano, chiesa di San Sepolcro, Agostino Fonduli (?), terracotta;
  - Milano, Castello Sforzesco, Civiche raccolta d'Arte Applicata, ignoto artista di area lombarda, gruppo mutilo (si sono conservate la figura della Madonna sorretta da San Giovanni e della Maddalena), legno, ca. 1515;
  - Milano, Castello Sforzesco, Civiche raccolta d'Arte Applicata, ignoto artista di area lombarda, Giovanni Angelo Del Maino, statua di Nicodemo (facente parte di un Compianto smembrato ed ora disperso in collezioni private, legno, ca. 1518;
  - Monza, Museo e tesoro del duomo di Monza, Bottega dei fratelli De Donati (gruppo mutilo con sei figure), legno, ca. 1510-20;
  - Palazzo Pignano, (CR), pieve di San Martino, Agostino de Fondulis (attribuito), terracotta, 1510 (?);
  - Salò (BS), Duomo, Pietro Bussolo e intagliatore milanese, legno, primo quarto del XVI secolo;
  - Saronno (VA), Santuario della Beata Vergine dei Miracoli, Andrea da Milano, legno, ca. 1528-30;
  - Saronno (VA), Chiesa di San Francesco, Andrea da Milano (attribuito), legno, ca. 1530-35;
  - Soncino (CR), chiesa di San Giacomo, artista vicino ad Agostino de Fondulis, terracotta, inizio del XVI secolo;
  - Vigevano (PV), chiesa di San Dionigi, bottega lombarda o piemontese, legno, XV secolo.

### Veneto
- - Caprino Veronese, (VR), Museo Civico Compianto in tufo, XIV secolo
  - Grumolo delle Abbadesse, Sarmego, (VI), chiesa di San Michele, artista ignoto, terracotta, 1480-1520 circa;
  - Portogruaro (VE), chiesa di Sant'Agnese, artista ignoto, terracotta, fine del XV secolo
  - Padova, chiesa di San Canziano, Andrea Briosco detto il Riccio, statua superstite del Cristo morto, terracotta, inizio XVI secolo;
  - Padova, Museo civico, Guido Mazzoni, frammenti di un Compianto, terracotta, 1489;
  - Verona, chiesa di San Fermo Maggiore, cappella del Sepolcro, transetto destro, pietra policroma, XIV secolo
  - Verona, chiesa di Santa Toscana, Giovanni Zebellana, legno, seconda metà del XV secolo;
  - Verona, chiesa di San Bernardino, artista vicino ad Andrea Mantegna, terracotta, fine del XV secolo[8];

### Emilia-Romagna
- - Bologna, chiesa di Santa Maria della Vita, Niccolò dell'Arca, terracotta, 1470-90 circa;
  - Bologna, basilica di San Petronio, Vincenzo Onofri, terracotta, 1490-95 circa;
  - Bologna, cattedrale di San Pietro, Alfonso Lombardi, terracotta, 1522-26;
  - Bologna, basilica di San Domenico, Baccio da Montelupo, statue superstiti, terracotta, 1494
  - Brisighella (RA), Chiesa di Santa Croce, ignoto artista aggiornato sulla cultura emiliana e ferrarese, terracotta, fine XV - inizio XVI secolo
  - Busseto (PR), chiesa di Santa Maria degli Angeli, Guido Mazzoni, terracotta, 1476-77;
  - Cento (FE), Pinacoteca Civica, Artista nordico, legno, XV secolo;
  - Ferrara, chiesa del Gesù, Guido Mazzoni, terracotta, 1485;  Archiviato il 9 maggio 2006 in Internet Archive.;
  - Ferrara, Monastero di Sant'Antonio in Polesine, autore ignoto, terracotta;
  - Imola (BO), chiesa di San Michele dell'Osservanza, ignoto artista di scuola bolognese o faentina, terracotta, fine XV secolo;
  - Lugo (RA), Chiesa di San Francesco da Paola, autore ignoto, terracotta
  - Modena, chiesa di San Giovanni Battista, Guido Mazzoni, terracotta, 1477-79;
  - Modena, chiesa di S. Agostino, Antonio Begarelli, terracotta, 1524-26;
  - Modena, chiesa di S. Pietro, Antonio Begarelli, terracotta, 1544-46;
  - Modigliana (FC), Oratorio di Gesù Morto, autore ignoto, legno, XV secolo;
  - Reggio Emilia, Chiesa di San Giovanni Evangelista, terracotta, Maestro del Compianto di Reggio Emilia ca. 1480 con Cristo Deposto di Michele da Firenze ca. 1460,;

### Altre Regioni
- Toscana
  - Siena, chiesa dell'Osservanza, Jacopo Cozzarelli, terracotta, 1495-98
- Lazio
  - Roma, Museo Nazionale di Castel Sant'Angelo, artista ligure-piemontese, legno, ca. 1450 .
- Liguria
  - Lucinasco (IM), Museo di Arte Sacra "Lazzaro Acquarone", artista ignoto, legno, fine del XV secolo.
- Marche
  - Urbino, Oratorio del Santissimo Crocifisso della Grotta, artista ignoto, terracotta, prima metà del XVI secolo.
- Abruzzo
  - Pratola Peligna (AQ), Oratorio della Madonna delle Grazie, autore gnoto. Terracotta, prima metà XVI secolo [collegamento interrotto]
  - Raiano (AQ), Eremo di San Venanzio, Gian Francesco Gagliardelli. Terracotta, ca. 1510 [collegamento interrotto];
- Campania
  - Napoli, chiesa di Sant'Anna dei Lombardi (o di Monteoliveto), Guido Mazzoni, terracotta, 1492-94, .
- Sicilia
  - Caltabellotta (AG), chiesa di S. Agostino, Antonino Ferraro, terracotta, 1552;
- Sardegna
  - Cagliari, collegiata di San Giacomo, artista ignoto, XV secolo, terracotta;
  - Cagliari, Museo del Duomo, Sala del Compianto https://web.archive.org/web/20160419112757/http://www.museoduomodicagliari.it/sala-del-compianto/
  - Gergei (NU), chiesa parrocchiale di S. Vito martire, artista sardo del XVI secolo, legno;

## Compianti conservati fuori d'Italia
- Gran Bretagna
  - Londra, Compianto di Cristo (Donatello) (Victoria and Albert Museum)